# Soneto dialogado
El soneto dialogado, como su nombre indica, es un soneto en el que dos o más interlocutores mantienen una conversación. Tiene casi siempre una finalidad humorística. Un ejemplo conocido en la literatura española es el "Diálogo entre Babieca y Rocinante" que Miguel de Cervantes situó entre los poemas laudatorios al inicio de la primera parte del Quijote.

## Ejemplo
DIÁLOGO ENTRE BABIECA Y ROCINANTE en el Libro: El Ingenioso Hidalgo Don Quijote de La Mancha (Miguel de Cervantes Saavedra)
(Parte I, Sonetos de entrada)
B-¿Cómo estáis, Rocinante, tan delgado?

R-Porque nunca se come, y se trabaja. 
 
B-Pues ¿qué es de la cebada y de la paja? 
 
R-No me deja mi amo ni un bocado. 

B-Anda, señor que estáis muy mal criado,
  
pues vuestra lengua de asno al amo ultraja. 
 
R-Asno se es de la cuna a la mortaja.
  
¿Queréislo ver? Miradlo enamorado. 

B-¿Es necedad amar? R-No es gran prudencia. 
 
B-Metafísico estáis. R-Es que no como. 
 
B-Quejaos del escudero. R-No es bastante.
  
¿Cómo me he de quejar en mi dolencia, 
 
si el amo y escudero o mayordomo 
 
son tan rocines como Rocinante?

- Datos: Q6132173